# Johann Christoph Voigtländer

Johann Christoph Voigtländer

Johann Christoph Voigtländer (* 19. November 1732 oder 21. November 1733 in Leipzig; † 26. Juni 1797 in Wien) war ein deutscher Optiker und Erfinder.
Voigtländer, Sohn eines Tischlermeisters, kam bereits 1755 nach Prag und im selben Jahr nach Wien und arbeitete von 1757 bis 1762 in der Werkstätte von Meinicke, der damals mathematische Instrumente herstellte. Auf Voigtländers Talent machte der Staatsminister Fürst von Kaunitz aufmerksam, sodass die Kaiserin Maria Theresia ihm 1763 ein sogenanntes „Commerzien-Schutzdekret auf die Verfertigung mathematischer Instrumente und auf eine unbestimmte Anzahl von Arbeitern“ erteilte, worauf er seine eigene Werkstätte gründete.
1767 erfand er zwei wichtige Werkzeuge: eine Einteilungsmaschine gerader Linien zu natürlichen und verjüngten Maßstäben und eine Kreiseinteilungsmaschine zur Einteilung der Gradringe, Astrolabien und Quadranten. 1797 erhielt er in Anerkennung seiner Leistungen und Geschicklichkeit die Landesfabriksbefugnis mit allen Vorzügen und Begünstigungen. Im selben Jahr starb er; sein Betrieb wurde von seiner Witwe und seinen älteren Söhnen Wilhelm Voigtländer (1768–1828) und Siegmund Voigtländer (* 1770 Wien; † 1822 Wien) weitergeführt. Ein weiterer Sohn war Johann Friedrich Voigtländer (Optiker), dessen Sohn Peter Wilhelm Friedrich von Voigtländer Voigtländer durch Übernahme des Petzvalobjektivs als führendes fotografisches Unternehmen seiner Zeit etablierte.